# Florence Kasumba
Florence Kasumba (Kampala, 26 de octubre de 1976) es una actriz alemana nacida en Uganda, más conocida por haber interpretado a Ayo en la película Capitán América: Civil War.

## Biografía

### Carrera
En 2016 apareció como invitada en la serie alemana Tatort donde interpretó a Lela en el episodio «Im gelobten Land». Previamente había aparecido en la serie en seis diferentes ocasiones: interpretó a Fathima en «Tod aus Afrika» en el 2006, a Amali Agbedra en el episodio «Der illegale Tod», a Dafina Steger en «Tod einer Lehrerin» y a Assagi Jones en el episodio «Auskreuzung», las tres en 2011, dio vida a Barfrau en el episodio «Gegen den Kopf» en el 2013 y finalmente su última aparición fue en el 2014 donde interpretó a la doctora Amali Saunders en «Borowski und das Meer».
Ese mismo año obtuvo un papel secundario en la película Capitán América: Civil War (2016) donde interpretó a Ayo, un miembro de las Dora Milaje. Su interacción de una sola línea con Black Widow de Scarlett Johansson en la película Capitán América: Civil War, ha sido llamada "robo de escena".
Después de su primera aparición en Universo cinematográfico de Marvel, interpretó a la senadora Acantha en Wonder Woman (2017) y la Malvada Bruja del Este, en la serie de televisión de NBC, Emerald City (2017). Divide su tiempo entre producciones cinematográficas y televisivas estadounidenses y alemanas.
En 2018, repitió su papel de Ayo en Black Panther y Avengers: Infinity War, al igual en la serie de Disney+, The Falcon and the Winter Soldier en 2021.
En 2019, Kasumba interpretó el personaje de Shenzi en el remake animado por computadora, El Rey León (2019) dirigido por Jon Favreau.

## Filmografía

### Cine
| Año  | Título                                     | Personaje        | Notas |
| ---- | ------------------------------------------ | ---------------- | ----- |
| 2001 | Ik ook van jou                             | Silke            |       |
| 2006 | The Stoning                                | Nilophé          |       |
| 2012 | Transpapa                                  | Tessi            |       |
| 2014 | Zeit der Kannibalen                        | Florence         |       |
| 2016 | Offline: Are You Ready for the Next Level? | Skuld            |       |
| 2016 | Capitán América: Civil War                 | Ayo              |       |
| 2016 | Wie Männer über Frauen reden               | Sabine           |       |
| 2017 | Wonder Woman                               | Senadora Acantha |       |
| 2018 | Black Panther                              | Ayo              |       |
| 2018 | Avengers: Infinity War                     | Ayo              |       |
| 2019 | El rey león                                | Shenzi           |       |
| 2022 | Black Panther: Wakanda Forever             | Ayo              |       |

### Televisión
| Año       | Título                            | Personaje       | Notas                                  |
| --------- | --------------------------------- | --------------- | -------------------------------------- |
| 2006–2016 | Tatort                            | Varios          | 7 episodios                            |
| 2007      | Die Familienanwältin              | Mboose Thallert |                                        |
| 2007      | Four Women and a Funeral          | Freedom         |                                        |
| 2010      | Vienna Crime Squad                | Mira Wiesinger  |                                        |
| 2012      | Das Vermächtnis der Wanderhure    | Alika           | Película de televisión                 |
| 2013      | Großstadtrevier                   | Sisi Ngoro      | Episodio: «Fracht aus Abidjan»         |
| 2013      | Der letzte Bulle                  | Denise Mokaba   | Episodio: «Uschi, mach keinen Quatsch» |
| 2013      | In aller Freundschaft             | Imani Kutesa    | Episodio: «Wünsche»                    |
| 2014      | The Quest                         | Talmuh          | 10 episodios                           |
| 2015      | Es kommt noch besser              | Doctora         | Película de televisión                 |
| 2015      | Letzte Spur Berlin                | Madame Manyong  | Episode: "Abseitsfalle"                |
| 2015      | Dominion                          | Daria           | 3 episodios                            |
| 2016–2017 | Emerald City                      | Bruja del Este  | 3 episodios                            |
| 2019–     | Tatort                            | Anaïs Schmitz   |                                        |
| 2019      | Criminal: Alemania                | Antje Borchert  | Miniserie, 3 episodios                 |
| 2020      | Deutschland 89                    | Rose Seithathi  |                                        |
| 2021      | The Falcon and the Winter Soldier | Ayo             | 3 episodios                            |
| 2021      | Kitz                              | Regine Forsell  |                                        |

## Premios y nominaciones
| Año  | Categoría                                    | Premio                                                   | Películas/Series                  | Resultado |
| ---- | -------------------------------------------- | -------------------------------------------------------- | --------------------------------- | --------- |
| 2016 | International Rising Star                    | Black Entertainment Film Fashion Television & Arts Award | -                                 | Nominada  |
| 2021 | Mejor actriz invitada en una serie dramática | Black Reel TV Awards                                     | The Falcon and the Winter Soldier | Nominada  |